# Pavšer
Pavšer je priimek več znanih Slovencev:
- Franci Pavšer (1938—2000), športni novinar
- Franci Pavšer ml. (*1970?), športni novinar
- Marjan Pavšer (1926—2009), gozdarski strokovnjak
- Nada Pavšer (*1948), ustanoviteljica slovenske mreže ekošol in prva nacionalna koordinatorka; v letu 2012 imenovana Ambasador Energy Globe Award za Slovenijo
- Tatjana Pavšer, atletinja